# Cryptocarya metcalfiana
Cryptocarya metcalfiana är en lagerväxtart som beskrevs av C.K. Allen. Cryptocarya metcalfiana ingår i släktet Cryptocarya och familjen lagerväxter. Inga underarter finns listade i Catalogue of Life.